# Chiesa di San Michele (Torino)
La chiesa di San Michele Arcangelo (Qisha Arbëreshe e Shën Mikelit in albanese) è un edificio religioso di Torino, sito in Borgo Nuovo, all'angolo di piazza Cavour con via Giolitti.
La chiesa appartiene all'Eparchia di Lungro, circoscrizione della Chiesa cattolica italo-albanese e officia la liturgia secondo il rito bizantino per circa diecimila italo-albanesi emigrati dal sud d'Italia e Sicilia e residenti da decenni in città e in Piemonte

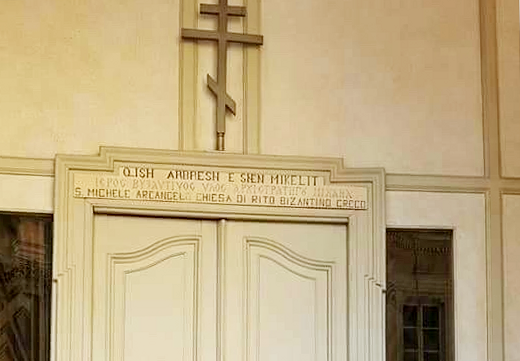
Controfacciata della Chiesa

## Storia
La chiesa è stata eretta tra il 1784 e il 1788 su progetto di Pietro Bonvicini, che realizzò anche l'intero isolato di cui fa parte (1788-1795). La chiesa è annessa al complesso del convento dei Padri Trinitari Scalzi del Riscatto degli Schiavi, detti di San Michele, per i quali è stata concepita. Soppressi gli ordini monastici in seguito all'occupazione francese, i Padri Trinitari vennero trasferiti dalla chiesa nel 1801 e da quel momento essa è stata adibita a parrocchia.
Seriamente bombardata durante la seconda guerra mondiale, la chiesa ha subito un attento restauro nel Novecento e dal 1965 è adibita alla comunità albanese d'Italia (arbëreshe) di rito bizantino. Nel dopoguerra, periodo in cui in Piemonte è avvenuta l'immigrazione dall'Italia meridionale, numerosi italo-albanesi si sono stanziati a Torino e gli venne assegnata per il loro culto bizantino la chiesa dismessa di San Michele Arcangelo.
La parrocchia conta 10.000 fedeli arbëreshë,  che provengono in larga misura dalla Calabria e dalla Sicilia; a Torino e cintura sono circa 4.000. Frequentano da tempi recenti la chiesa anche alcune famiglie greche e alcuni slavi (anche ucraini greco-cattolici); si segnala inoltre la presenza di albanesi immigrati post-comunismo dall’Albania.

## Istituzioni culturali
La chiesa ha diffuso in passato il bollettino Arbëresh Piemonte; ora pubblica il foglio domenicale La Domenica (E Diela in lingua albanese).

## Comunità italo-albanese
In Italia due sono gli eparchi (vescovi) italo-albanesi per le comunità albanesi d'Italia, con sede in Calabria (Lungro) e Sicilia (Piana degli Albanesi); i fedeli sono circa 80.000. 
All'inizio i fedeli arbëreshë erano principalmente operai, occupati nell'industria automobilistica in espansione; oggi il quadro professionale è più diversificato.
Nella chiesa sono presenti icone, alcune provenienti dai Balcani (Albania, Grecia, ecc.), altre dipinte da membri della comunità.

## Galleria d'immagini

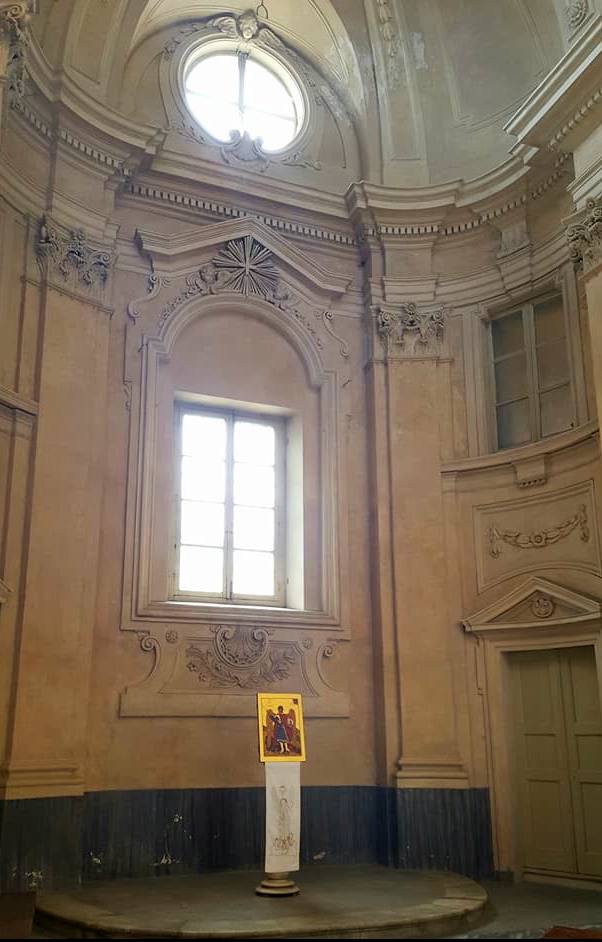
Cappella laterale
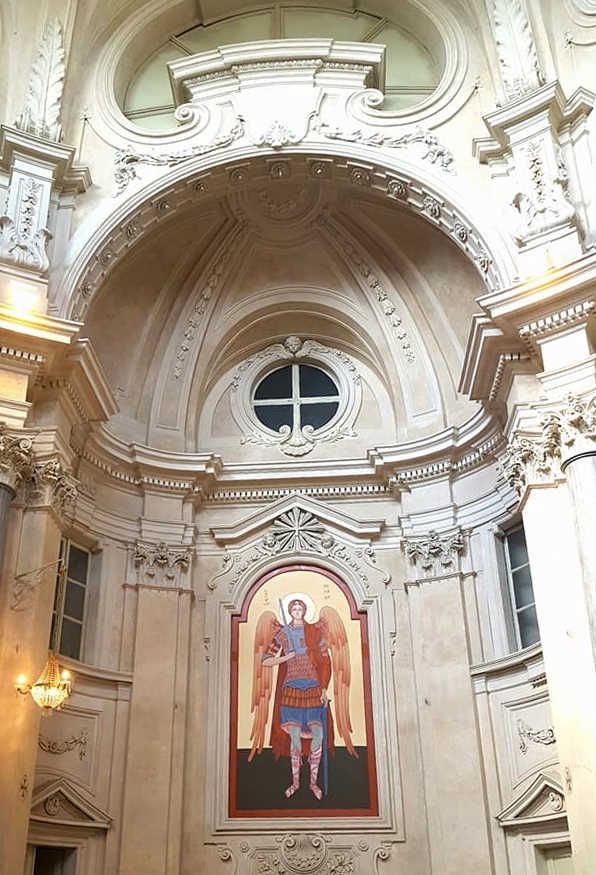
Cappella laterale
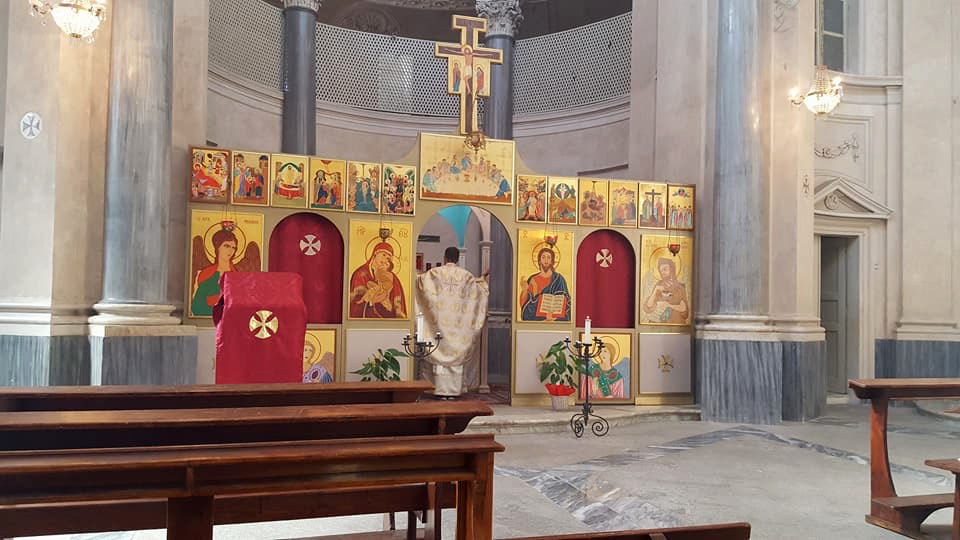
Iconostasi e altare